# Patos (Albania)
Patos este un oraș din Albania.